# Euglyphis marginalis
Euglyphis marginalis är en fjärilsart som beskrevs av Francis Walker 1855.
Euglyphis marginalis ingår i släktet Euglyphis och familjen ädelspinnare. Inga underarter finns listade i Catalogue of Life.